# 2009 en Ouzbékistan
Cet article présente les faits marquants de l'année 2009 en Ouzbékistan.

## Évènements
- Mercredi 4 février 2009 : Le président bélarusse Alexandre Loukachenko annonce que la Russie et quatre autres pays de l'ex-URSS (Biélorussie, Kazakhstan, Kirghizstan et Tadjikistan) ont décidé à Moscou de créer un fonds commun de 10 milliards de dollars pour lutter contre les conséquences de la crise économique. Le même jour, les présidents de la Russie, de la Biélorussie, du Kazakhstan, et du Tadjikistan auxquels se joint de l'Ouzbékistan et l'Arménie décident de créer des « forces armées collectives » afin de répondre à d'éventuelles menaces extérieures.

- Mardi 26 mai 2009 : Un attentat suicide à Andijan (est) cause la mort d'un policier. La région a été le théâtre d'une répression sanglante en mai 2005.

- Vendredi 10 juillet 2009 : Selon l'Agence spatiale européenne, la Mer d'Aral a perdu 80 % de son eau depuis 2006. Cette mer, qui était autrefois la quatrième plus grande étendue d'eau à l'intérieur des terres, n'a cessé voir sa surface diminuer depuis un demi-siècle lorsque les rivières qui l'alimentaient ont été détournées au profit de projets d'irrigation. Voici une vingtaine d'années, elle s'est divisée en deux parties : la « Petite mer d'Aral » au Nord, située au Kazakhstan, et la « Grande mer d'Aral » au Sud, que se partagent le Kazakhstan et l'Ouzbékistan. En 2000, la Grande mer d'Aral s'est à son tour divisée en deux parties : le lobe oriental et le lobe occidental[1].